# سیارک ۲۷۳۲۸
سیارک ۲۷۳۲۸ (به انگلیسی: 27328 Pohlonski، نامگذاری:2000CW45)۲۷۳۲۸مین سیارک کشف شده‌است که در ۰۲ فوریه ۲۰۰۰ کشف شد.